# The Agency Group
The Agency Group Ltd. – angielska agencja koncertowa z centralą w Londynie oraz oddziałami w Los Angeles, Toronto, Nowym Jorku i Malmö. Agency Group w swym katalogu posiada ponad 1000 wykonawców reprezentujących takie gatunki jak rock, metal, reggae, folk, hip-hop czy muzyka poważna. Firmie przewodniczy Neil Warnock pełniący funkcję Chief Executive Officer. W 2007 roku agencja otrzymała nagrodę International Booking Agency of the Year, natomiast Neil Warnock został uhonorowany tytułem UK Booking Agent of the Year.
Wśród grup reprezentowanych przez agencją znajdują się m.in. Behemoth, 3 Doors Down, 3 Inches of Blood, A-ha, Anathema, Pink Floyd, Anthrax, Anti-Flag, Arch Enemy, Hate Eternal, Art Garfunkel, In Flames, Evanescence, My Chemical Romance, Big Daddy Kane, Kaizers Orchestra oraz wielu innych.